# Laurens van Bronckhorst

Stamwapen van de heren van Bronckhorst

Laurens van Bronckhorst, ridder, was heer van Bleiswijk en van Werkendam. Hij was de zoon van Joost van Bronckhorst-Bleiswijk en Ida Ruychrocks van de Werve.

## Levensloop

### Heerlijkheid Bleiswijk
Door overdracht van zijn broer, de geestelijke Nicolaas van Bronckhorst, verwerft Laurens de heerlijkheid Bleiswijk. De akte werd op 9 augustus 1566 gepasseerd voor Boudewijn van Polenburch en Willem van Rietwijck leenmannen van Hollandt, mede met de ambachtsheerlijkheid van Natendale en andere lenen afkomstig van zijn vader en van zijn broer Gijsbrecht van Bronckhorst en een jaarrente van 100 karolus gulden uit zijn goederen.
Waarschijnlijk door geldgebrek verkocht hij de heerlijkheid van Bleiswijk op 1 maart 1582 aan Rotterdam.

### Huwelijk en kinderen
Laurens trouwde (1) met Anna Seegers van Wassenhove(n) en had met haar 1 dochter:
- Jozina van Bronckhorst. Zij trouwde met Jan Graewert tot Embden, zoon van Henricus Grawert drost en consul van Emden[3],[4],[5]. Uit het huwelijk van Jan en Jozina zijn kinderen geboren.

Na het overlijden van Anna Seegers trouwde Laurens (2) ca. 1568 met Anna van Chanu (overleden in 1591), dochter van ridder Pieter van Chanu en een vrouw van Greveroede. Uit het huwelijk van Laurens en Anna van Chanu werd geboren:
- Ida van Bronckhorst, vrouwe van Werkendam (geboren 1569). Zij trouwde, twaalf jaar oud, in 1581 met heer Otto van Arkel (overleden 1602). Zij hadden kinderen. Na het overlijden van Otto huwde Ida met Hendrik van Eck uit Utrecht.

Anna van Chanu, trouwde als weduwe van Laurens met Pierre le Fébure.